# 多良木警察署
多良木警察署（たらぎけいさつしょ）は、熊本県警察所管の警察署である。

## 所管区域
- 球磨郡（あさぎり町・多良木町・湯前町・水上村）

## 所在地
- 熊本県球磨郡多良木町大字多良木3094番地1
- 国道219号線沿い
- 最寄り駅 くま川鉄道湯前線 公立病院前駅
- 産交バス 多良木警察署前バス停

## 交番・駐在所
| 名称         | 読み     | 所在地                            |
| ------------ | -------- | --------------------------------- |
| あさぎり交番 |          | 球磨郡あさぎり町免田東1840番地5   |
| 黒肥地駐在所 | くろひじ | 球磨郡多良木町大字黒肥地1542番地5 |
| 久米駐在所   | くめ     | 球磨郡多良木町大字久米2854番地4   |
| 湯前駐在所   | ゆのまえ | 球磨郡湯前町2623番地7             |
| 水上駐在所   | みずかみ | 球磨郡水上村大字岩野136番地2      |